# Karczma „Budzyń”
Karczma „Budzyń” – budynek przy ul. Turystycznej w Lublinie, będący pozostałością po funkcjonującej tu niegdyś karczmie. Dzisiejsza budowla ma kształt uformowany w I połowie XIX wieku i jest oznaką przebiegającego tu wcześniej Traktu Litewskiego. Najstarsze zapisy o zabudowaniach w tym rejonie dotyczące karczmy „Budzyń", zwanej także „czerwoną karczmą", oraz młyna/papierni, zlokalizowanych po zachodniej stronie rzeki Bystrzycy, sięgają roku 1545.